# Amír'rezá Chádem
Amír'rezá Chádem (Chádim) Azgádí (persky امیررضا خادم ازغدی‎) nebo (anglicky Amirreza Khadem), (* 10. ledna 1970 v Mašhadu, Írán) je bývalý íránský zápasník volnostylař, olympijský medailista z let 1992 a 1996.

## Sportovní kariéra
Pochází ze zápasnické rodiny. Jeho otec Mohamed se účastnil olympijských her v Římě v roce 1960 ve volném stylu a mladší bratr Rasúl patřil k nejlepším volnostylařům své doby. V íránské seniorské reprezentaci se poprvé objevil v roce 1990 a v roce 1992 startoval na olympijských hrách v Barceloně ve velterové váze jako úřadující mistr světa. V základní skupině prohrál v pátém kole postup do finále s Korejcem Pak Čang-sunem. V boji o třetí místo uspěl proti Dagestánci Magomedsalamu Gadžijevovi a získal bronzovou olympijskou medaili. Po olympijských hrách přestoupil do střední váhy, ve které se dlouho neprosazoval. V roce 1996 však uspěl v íránské nominaci a startoval na olympijských hrách v Atlantě. Turnajem postoupil do čtvrtého kola, ve kterém poprvé zaváhal v zápase s Chadžimuradem Magomedovem z Ruska. V opravách uspěl, v boji o třetí místo působil na rozhodčí aktivněji a ti ho po vyrovnaném zápase s Turkem Sebahattinem Öztürkem zvolili vítězem. Získal druhou bronzovou olympijskou medaili. V roce 2000 se po dlouhé době objevil v íránské nominaci na olympijských hrách v Sydney. Po postupu z relativně snadné základní skupiny prohrál oba své další zápasy a skončil na 4. místě. Následně ukončil sportovní kariéru.

## Výsledky
| Turnaj            | 1990           | 1991           | 1992           | 1993         | 1994         | 1995         | 1996         | 1997         | 1998         | 1999         | 2000         |
| Turnaj            | 20             | 21             | 22             | 23           | 24           | 25           | 26           | 27           | 28           | 29           | 30           |
| Turnaj            | velterová váha | velterová váha | velterová váha | střední váha | střední váha | střední váha | střední váha | střední váha | střední váha | střední váha | střední váha |
| ----------------- | -------------- | -------------- | -------------- | ------------ | ------------ | ------------ | ------------ | ------------ | ------------ | ------------ | ------------ |
| Olympijské hry    |                |                | 3.             |              |              |              | 3.           |              |              |              | 4.           |
| Mistrovství světa | 3.             | 1.             |                | —            | 11.          | 7.           |              | —            | —            | —            |              |